# Mila skandynawska

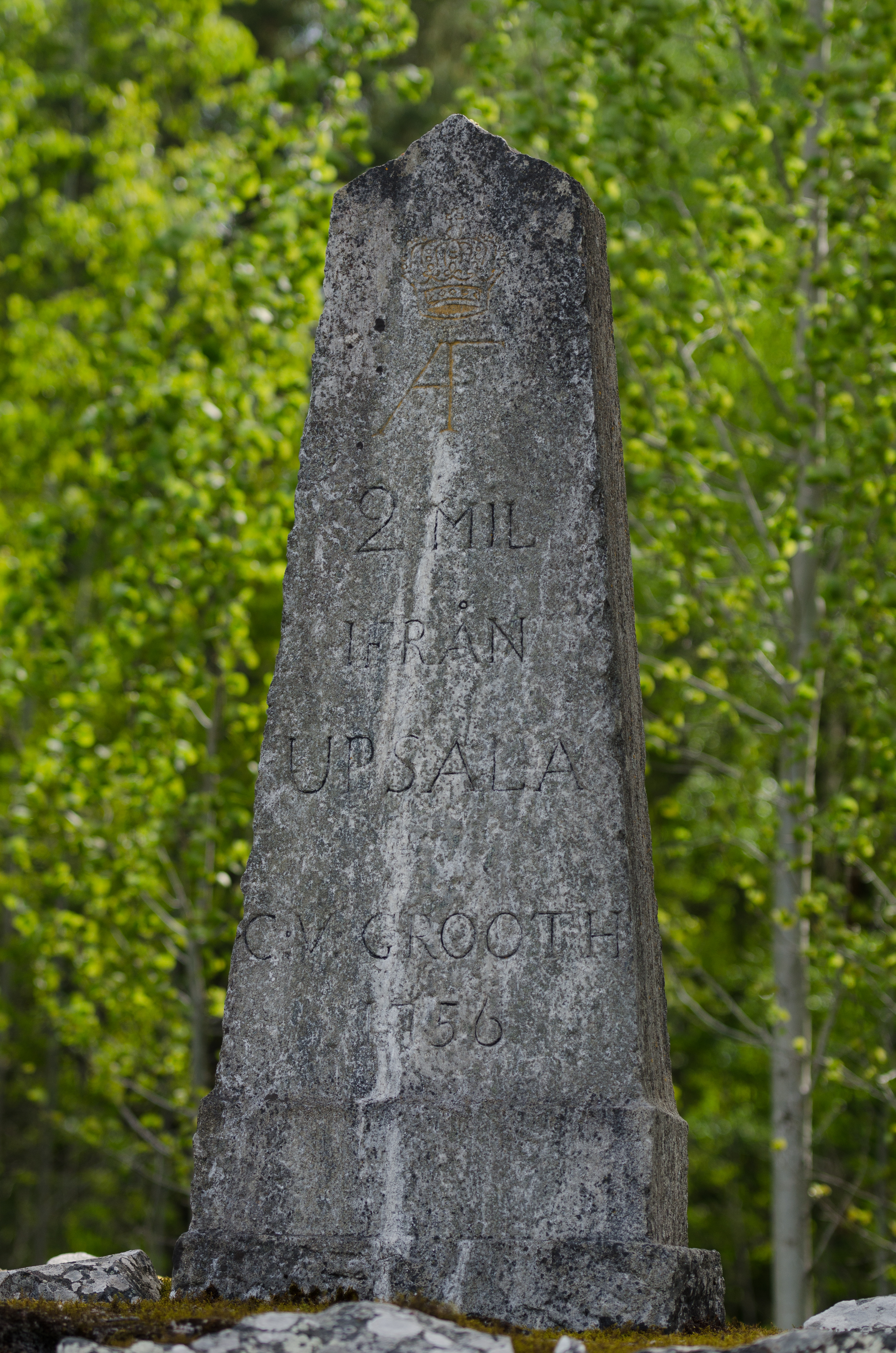
Kamień milowy w Szwecji

Mila skandynawska (norw., szw. mil) – nieoficjalna jednostka długości stosowana w Szwecji i w Norwegii. Słowo mil, podobnie jak angielskie mile pochodzi od mili rzymskiej (łac. mille passus – tysiąc kroków). Wartość długości jednej mili skandynawskiej zmieniała się wielokrotnie. Po wprowadzeniu systemu metrycznego została ujednolicona i odpowiada obecnie 10 km (6,2 mili lądowej). Mila skandynawska nie jest jednostką SI i nigdy nie pojawia się na znakach drogowych (odległości podaje się w kilometrach). Określenie mil najczęściej spotyka się w mowie potocznej.

## Historia
System metryczny, który ujednolicił mil do 10 000 m, wprowadzono w Norwegii w roku 1875, a w Szwecji w roku 1889, po decyzji parlamentu z 1876 i dziesięcioletnim okresie przejściowym od 1879 roku.
Wcześniej w Norwegii i Szwecji mila, nazywana również lantmil, składała się z 18 000 alnar (norw. alen). Z powodu różnicy w definicjach będących w użytku wynosiła ona 11 295 m (Norwegia) lub 10 688 m (Szwecja). Jednostka ta była stosowana do określenia odległości pomiędzy gospodarstwami. W tamtym czasie posługiwano się również tzw. skogsmil („milą leśną”), która odpowiadała połowie długości mil.